# Нейтральный ер
Ꙏ, ꙏ (нейтральный ер) ― буква расширенной кириллицы. Выглядит как Ъ или Ь с «крючком» сверху, однако в некоторых шрифтах выглядит идентично Ъ.
Применяется в современных изданиях старых русских рукописей в тех случаях, когда неясно, какая из букв Ъ и Ь применена в рукописи.